# Luciano Cabral
Luciano Javier Cabral Melgarejo (General Alvear, Mendoza, Argentina; 26 de abril de 1995), es un futbolista chileno, que juega como mediocampista y su equipo actual es el Club Atlético Independiente, de la Primera División Argentina.
Juega por la Selección de Chile país en donde su abuelo materno nació y donde la mayoría de su vida jugo y vivió.

## Trayectoria
Jugó desde un inicio en SC Pacífico, Andes FC y Ferro Carril Oeste, hizo una prueba para la CAI y allí lo vieron y gustó.
Surgió de las divisiones inferiores de Comisión de Actividades Infantiles, luego lo prestaron a River Plate y fue campeón en 2010 en séptima división, teniendo como compañero a Giovanni Simeone. Tras esto él volvió a la CAI y debutó en el equipo adulto cuando jugaban en la segunda división. Debutó en Argentinos Juniors el 16 de marzo de 2014 contra Boca Juniors en un (1-1) y su primer gol lo marco el 26 de octubre contra Nueva Chicago. En julio de 2016 es anunciado como nuevo jugador del Athletico Paranaense de la Serie A de Brasil.
En diciembre de 2022, fue anunciado como nuevo jugador de Coquimbo Unido de la Primera División de Chile. En el conjunto filibustero logra quedar en la quinta posición de la Primera División de Chile 2023, logrando la clasificación a la Copa Sudamericana 2024.
En julio de 2024 es anunciado su fichaje por Club León de la Primera División de México.
El 29 de diciembre de 2024 se anuncia su pase a Independiente en una operación por el 70% de su ficha y un porcentaje del jugador argentino Braian Martínez al Grupo Pachuca.

## Condena judicial
A inicios del mes de enero de 2017, se entregó a la justicia a raíz de un asesinato ocurrido en Mendoza en donde se vio involucrado junto a su padre la noche del 1 de enero del mismo año. Fue condenado como coautor de homicidio a 9 años y medio de pena efectiva.
Luego de recibir la libertad condicional por buena conducta el 15 de septiembre de 2022 tras cumplir la mitad de la condena, se mantuvo entrenando con el cuadro de La Paternal e, incluso, logró disputar encuentros amistosos con tal club. Cabe destacar que el volante se benefició de dicha resolución judicial tras cinco años y cuatro meses de prisión efectiva de los nueve y medio que debía cumplir.

## Selección nacional

### Selecciones juveniles
Fue nominado por el técnico Hugo Tocalli para disputar el Campeonato Sudamericano de Fútbol Sub-20 de 2015 con la selección chilena.

#### Participación en Sudamericanos
| Torneo                      | Sede    | Resultado     | Goles |
| --------------------------- | ------- | ------------- | ----- |
| Sudamericano Sub-20 de 2015 | Uruguay | Primera ronda | 2     |

### Selección adulta
El 19 de noviembre de 2024 hace su debut en la selección chilena adulta, remplazando a Arturo Vidal en el minuto 67' durante el partido de Chile vs Venezuela por la Eliminatorias a la Copa Mundial de Fútbol 2026, utilizando el dorsal número 10. Convierte un gol pero es anulado por el VAR por posición de adelanto.

#### Participaciones en Clasificatorias a Copas del Mundo
| Eliminatorias                | Resultado    | Posición | Partidos | Goles | Asistencias |
| ---------------------------- | ------------ | -------- | -------- | ----- | ----------- |
| Clasificatorias Mundial 2026 | Disputándose | 9°       | 3        | 0     | 0           |

### Partidos internacionales
Actualizado hasta el 20 de marzo de 2025.
| Partidos internacionales | Partidos internacionales | Partidos internacionales                         | Partidos internacionales | Partidos internacionales | Partidos internacionales | Partidos internacionales | Partidos internacionales | Partidos internacionales | Partidos internacionales          |
| N.º                      | Fecha                    | Estadio                                          | Local                    | Resultado                | Visitante                | Goles                    | Asistencias              | DT                       | Competición                       |
| ------------------------ | ------------------------ | ------------------------------------------------ | ------------------------ | ------------------------ | ------------------------ | ------------------------ | ------------------------ | ------------------------ | --------------------------------- |
| 1                        | 19 de noviembre de 2024  | Estadio Nacional, Santiago, Chile                | Chile                    | 4-2                      | Venezuela                |                          |                          | Ricardo Gareca           | Clasificatorias Norteamérica 2026 |
| 2                        | 20 de marzo de 2025      | Estadio Defensores del Chaco, Asunción, Paraguay | Paraguay                 | 1-0                      | Chile                    |                          |                          | Ricardo Gareca           | Clasificatorias Norteamérica 2026 |
| 3                        | 25 de marzo de 2025      | Estadio Nacional, Santiago, Chile                | Chile                    | 0-0                      | Ecuador                  |                          |                          | Ricardo Gareca           | Clasificatorias Norteamérica 2026 |
| Total                    | Total                    | Total                                            | Presencias               | 3                        | Goles                    | 0                        | 0                        |                          |                                   |

## Estadísticas

### Clubes
Actualizado hasta su último partido disputado el 29 de junio de 2025.
| Club                          | Div.          | Temporada     | Liga  | Liga  | Liga   | Copas nacionales | Copas nacionales | Copas nacionales | Torneos internacionales | Torneos internacionales | Torneos internacionales | Total | Total | Total  |
| Club                          | Div.          | Temporada     | Part. | Goles | Asist. | Part.            | Goles            | Asist.           | Part.                   | Goles                   | Asist.                  | Part. | Goles | Asist. |
| ----------------------------- | ------------- | ------------- | ----- | ----- | ------ | ---------------- | ---------------- | ---------------- | ----------------------- | ----------------------- | ----------------------- | ----- | ----- | ------ |
| C. A. I. Argentina            | 2.ª           | 2011-12       | 2     | 0     | 0      | —                | —                | —                | —                       | —                       | —                       | 2     | 0     | 0      |
| C. A. I. Argentina            | Total club    | Total club    | 2     | 0     | 0      | 0                | 0                | 0                | 0                       | 0                       | 0                       | 2     | 0     | 0      |
| Argentinos Juniors Argentina  | 1.ª           | 2013-14       | 8     | 0     | 1      | —                | —                | —                | —                       | —                       | —                       | 8     | 0     | 1      |
| Argentinos Juniors Argentina  | 2.ª           | 2014          | 10    | 1     | 0      | 2                | 0                | 0                | —                       | —                       | —                       | 12    | 1     | 0      |
| Argentinos Juniors Argentina  | 1.ª           | 2015          | 23    | 2     | 1      | 2                | 0                | 0                | —                       | —                       | —                       | 25    | 2     | 1      |
| Argentinos Juniors Argentina  | 1.ª           | 2016          | 14    | 1     | 0      | —                | —                | —                | —                       | —                       | —                       | 14    | 1     | 0      |
| Argentinos Juniors Argentina  | Total club    | Total club    | 55    | 4     | 2      | 4                | 0                | 0                | 0                       | 0                       | 0                       | 59    | 4     | 2      |
| Athletico Paranaense · Brasil | 1.ª           | 2016          | 6     | 0     | 0      | —                | —                | —                | —                       | —                       | —                       | 6     | 0     | 0      |
| Athletico Paranaense · Brasil | Total club    | Total club    | 6     | 0     | 0      | 0                | 0                | 0                | 0                       | 0                       | 0                       | 6     | 0     | 0      |
| Coquimbo Unido · Chile        | 1.ª           | 2023          | 29    | 5     | 4      | 2                | 0                | 0                | —                       | —                       | —                       | 31    | 5     | 4      |
| Coquimbo Unido · Chile        | 1.ª           | 2024          | 14    | 3     | 2      | —                | —                | —                | 7                       | 0                       | 0                       | 21    | 3     | 2      |
| Coquimbo Unido · Chile        | Total club    | Total club    | 43    | 8     | 6      | 2                | 0                | 0                | 7                       | 0                       | 0                       | 52    | 8     | 6      |
| Club León · México            | 1.ª           | A-2024        | 15    | 1     | 3      | —                | —                | —                | —                       | —                       | —                       | 15    | 1     | 3      |
| Club León · México            | Total club    | Total club    | 15    | 1     | 3      | 0                | 0                | 0                | 0                       | 0                       | 0                       | 15    | 1     | 3      |
| C. A. Independiente Argentina | 1.ª           | 2025          | 18    | 2     | 1      | 1                | 0                | 0                | 6                       | 0                       | 2                       | 25    | 2     | 3      |
| C. A. Independiente Argentina | Total club    | Total club    | 18    | 2     | 1      | 1                | 0                | 0                | 6                       | 0                       | 2                       | 25    | 2     | 3      |
| Total carrera                 | Total carrera | Total carrera | 139   | 15    | 12     | 7                | 0                | 0                | 13                      | 0                       | 2                       | 159   | 15    | 14     |
| 1. 2. 3.                      |               |               |       |       |        |                  |                  |                  |                         |                         |                         |       |       |        |

### Selección nacional
Actualizado hasta su último partido disputado el 25 de marzo de 2025.
| Selección        | Año             | Amistosos | Amistosos | Amistosos | Eliminatorias | Eliminatorias | Eliminatorias | Continental | Continental | Continental | Mundial | Mundial | Mundial | Total | Total | Total  |
| Selección        | Año             | Part.     | Goles     | Asist.    | Part.         | Goles         | Asist.        | Part.       | Goles       | Asist.      | Part.   | Goles   | Asist.  | Part. | Goles | Asist. |
| ---------------- | --------------- | --------- | --------- | --------- | ------------- | ------------- | ------------- | ----------- | ----------- | ----------- | ------- | ------- | ------- | ----- | ----- | ------ |
| Sub-20 Argentina | 2014            | 1         | 0         | 0         | —             | —             | —             | —           | —           | —           | —       | —       | —       | 1     | 0     | 0      |
| Sub-20 Argentina | Total           | 1         | 0         | 0         | 0             | 0             | 0             | 0           | 0           | 0           | 0       | 0       | 0       | 4     | 0     | 0      |
| Sub-20 · Chile   | 2015            | —         | —         | —         | —             | —             | —             | 4           | 0           | 0           | —       | —       | —       | 4     | 0     | 0      |
| Sub-20 · Chile   | Total           | 0         | 0         | 0         | 0             | 0             | 0             | 4           | 0           | 0           | 0       | 0       | 0       | 4     | 0     | 0      |
| Absoluta · Chile | 2024            | —         | —         | —         | 1             | 0             | 0             | —           | —           | —           | —       | —       | —       | 1     | 0     | 0      |
| Absoluta · Chile | 2025            | —         | —         | —         | 2             | 0             | 0             | —           | —           | —           | —       | —       | —       | 2     | 0     | 0      |
| Absoluta · Chile | Total           | 0         | 0         | 0         | 3             | 0             | 0             | 0           | 0           | 0           | 0       | 0       | 0       | 3     | 0     | 0      |
| Total selección  | Total selección | 1         | 0         | 0         | 3             | 0             | 0             | 4           | 0           | 0           | 0       | 0       | 0       | 8     | 0     | 0      |
| 1. 2.            |                 |           |           |           |               |               |               |             |             |             |         |         |         |       |       |        |

## Palmarés

### Distinciones individuales
| Distinción                                 | Año  |
| ------------------------------------------ | ---- |
| Equipo ideal del año en la Gala Crack Easy | 2023 |